# Compiègne-i fegyverszünet (1918)
Az első világháborút lezáró compiègne-i fegyverszüneti egyezményt (németül Waffenstillstand von Compiègne) 1918. november 11-én írták alá a franciaországi Compiègne közelében található erdőben álló vasúti kocsiban az antanthatalmak (Nagy-Britannia és Franciaország), valamint a Német Birodalom képviselői. Az egyezmény aláírásával beszüntették a harccselekményeket a nyugati fronton. Az antant részéről a fő szerződő fél Ferdinand Foch marsall volt, míg Németországot Matthias Erzberger államminiszter képviselte, akit később a szerződés aláírása miatt meggyilkoltak.
22 évvel később, ugyanebben a vasúti kocsiban írták alá Franciaország megadását 1940 júniusában. A kocsit ezután a Német Birodalomba szállították, ahol később a szövetséges bombázások áldozata lett.

## A szerződés előzményei
Németországban a katonai vereségek hatására a politikai vezetés és a nép is a háború gyors befejezésében reménykedett. A Német Császári Haditengerészet (Kaiserliche Marine) egységei azonban Franz von Hipper admirális vezetésével és Ludendorff tábornok, vezérkari főnök jóváhagyásával egy utolsó csapásra készültek a Brit Királyi Haditengerészet ellen. A kieli haditengerészeti kikötőben állomásozó matrózok azonban megtagadták a kihajózást. Az október 29-én kitört lázadás hamarosan forradalomhoz vezetett, amely Németország szinte minden városába rövid idő alatt elért. November 9-én a császár lemondott a trónról és Hollandiába menekült.
A felkelést követően Ludendorff tábornok lemondott és utóda, Paul von Hindenburg tábornagy november 7-én küldött táviratában találkozót kért a szövetséges erők legfőbb parancsnokától, Ferdinand Foch francia marsalltól. A németeket sürgette az idő, hiszen a forradalmi tanácsok sorra vették át a hatalmat a Német Birodalom legnagyobb városaiban.

## Tárgyalások

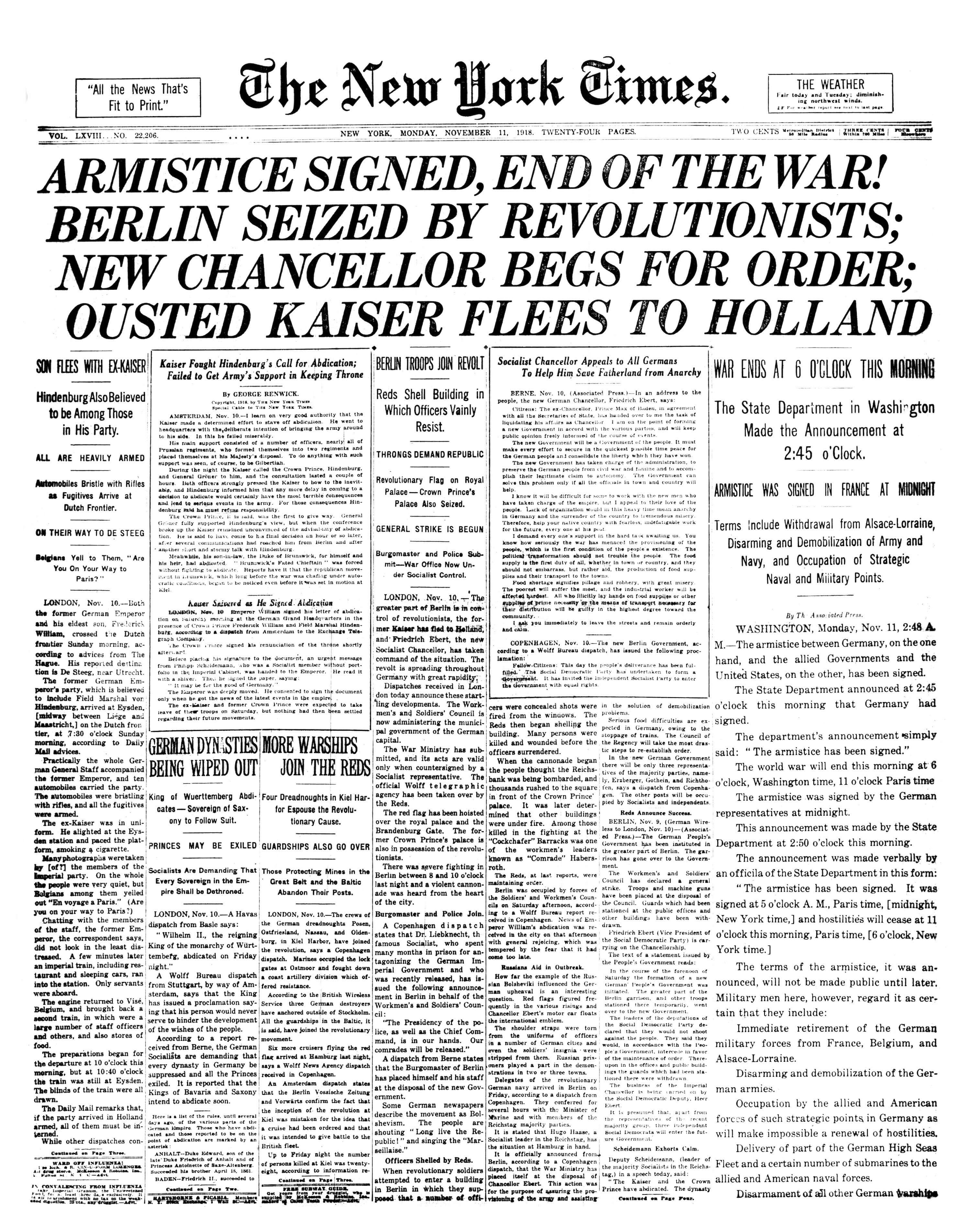
Az amerikai New York Times napilap címoldala a fegyverszünet aláírásának napján, 1918. november 11-én.

A német küldöttség november 7-én 5 autóból álló konvojjal lépte át a frontvonalat, majd tíz órán át kísérték őket a háború által elpusztított észak-francia vidéken. Ezt követően elsötétített járművekbe szálltak át és egy titkos helyre vitték őket – Foch marsall vasúti szerelvényéhez, amely a compiègne-i erdőben állt.
Maga Foch marsall csak kétszer jelent meg a tárgyalások három napja alatt: az első napon, amikor megkérdezte a németeket, hogy mit akarnak, valamint az utolsó napon, hogy részt vegyen a szerződés aláírásában. Eközben a németek angol és francia tisztekkel vitatták meg a fegyverszüneti egyezmény pontjait, amely lényegében Németország feltétel nélküli megadását, leszerelését jelentette, néhány szövetséges ígéretért cserében. A Németország ellen életbe léptetett tengeri blokádot még az egyezmény aláírását követően sem oldották fel, azt a békeszerződés aláírásáig fenntartották a britek.
Igazából tárgyalásokra nem került sor a szó hagyományos értelmében: a németek el tudták érni, hogy néhány lehetetlen követelést módosítsanak (például a szövetségesek több tengeralattjáró leszerelését írták elő, mint amennyi a német flotta rendelkezésére állt) és hivatalosan rögzítették tiltakozásukat a szövetségesek által diktált szigorú feltételekkel szemben. De az egyezmény aláírását nem tagadhatták meg: november 10-én párizsi napilapokat mutattak be nekik, amelyek címoldalon számoltak be a császár lemondásáról.
A német küldöttség táviratokban értekezett Paul von Hindenburg német vezérkari főnökkel, aki a belgiumi Spa városában rendezte be főhadiszállását, illetve a sietősen összehívott polgári kormány vezetőjével, Friedrich Ebert miniszterelnökkel Berlinben. Erzberger megpróbálta a tárgyalásokat a Foch marsall által biztosított 72 órás határig kitolni, de Berlinből egy nyílt, rejtjelzés nélküli táviratban szólították fel a feltételek elfogadására és az egyezmény aláírására. Ennek oka az volt, hogy Ebert miniszterelnök kétségbeejtő helyzetben volt, a legtöbb német nagyvárosban felkeléssel kellett szembenéznie és mindenáron csillapítani akarta a kedélyeket otthon.
A szerződést végül november 11-én párizsi idő szerint hajnali 5.12 és 5.20 között írták alá. A megegyezés értelmében a fegyvernyugvás 11 órakor lépett életbe, vagyis a „tizenegyedik hónap tizenegyedik napjának tizenegyedik órájában”. 11 óra után a szemben álló hadseregek beszüntették a harci cselekményeket és visszavonultak a frontvonalakról.
A háború utolsó áldozatai tekintetében Henry Gunther amerikai közlegény volt 10:59-kor.

### November 7-i korai ünneplés az Amerikai Egyesült Államokban

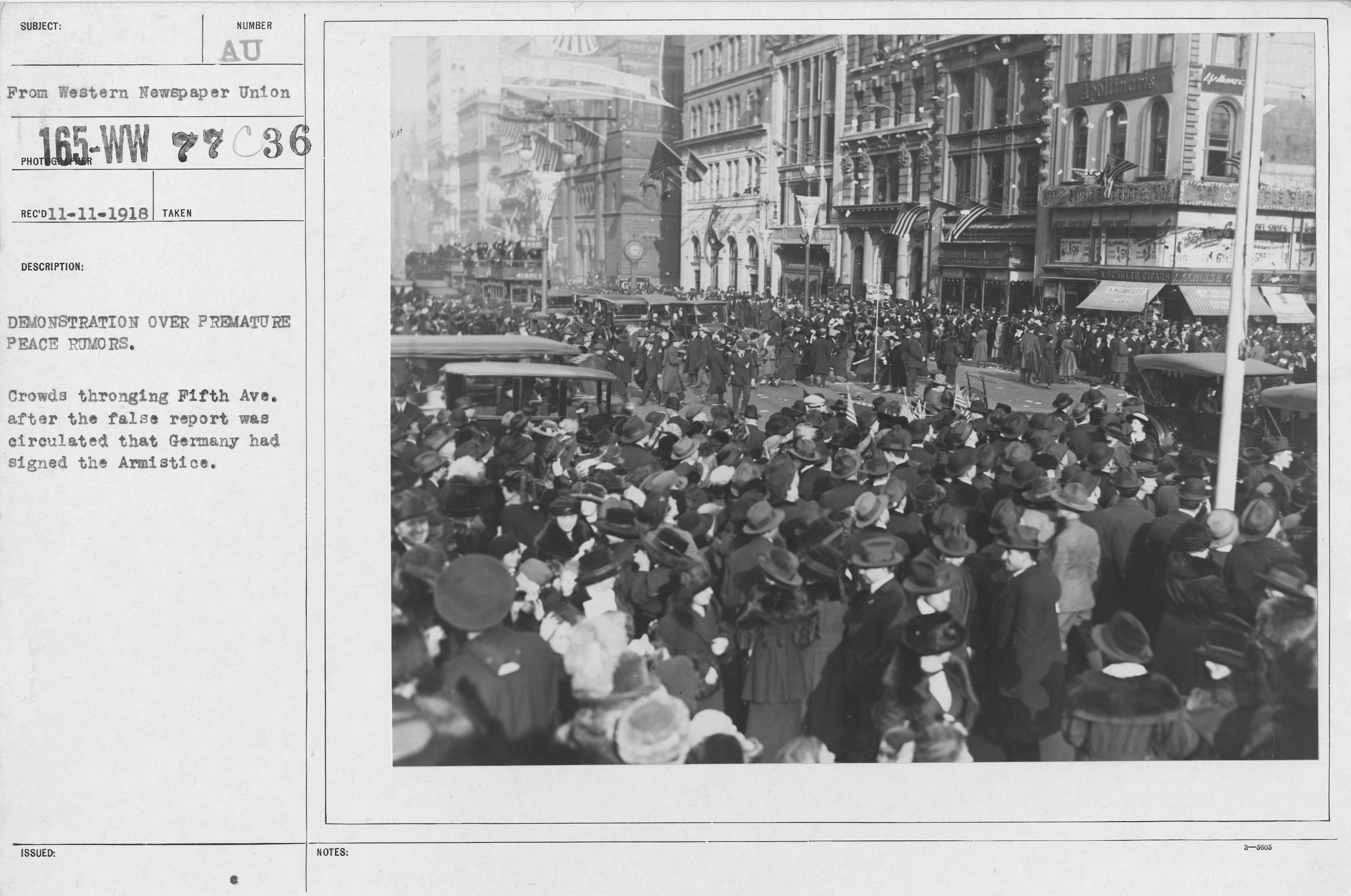
Emberek hömpölyögnek az ötödik sugárúton az örömhír hallatán

A UPI hírügynökség már négy nappal a valós aláírást megelőzően tudósított a fegyverszünet megkötéséről, így először New Yorkban, majd a Wall Street pénzügyi távíróhálózatán azonnal továbbterjedve hamarosan a nyugati parton is kitörő örömmel kezdték el ünnepelni a háború végét az Amerikai Egyesült Államokban. New Yorkban szinte megállt az élet, az emberek az utcára vonultak, a toronyházakból papírokat szórtak ki, a kikötőkben a hajókürtök, az utcákon a kocsidudák harsogtak, zúgtak a harangok. A polgármester azonnali munkaszüneti napot rendelt el. Hiába adott ki Robert Lansing külügyminiszter hivatalos cáfolatot a fegyverszünetről, az emberek nem akarták elhinni, és összetépték az újságokat, amelyek ezt leközölték.
A félreértést az okozta, hogy Henry B. Wilson admirális, az amerikai haditengerészet franciaországi parancsnoka egy helyi fegyverszünetet vélt általánosnak, amit a német delegáció számára biztosítottak Párizs környékén, hogy a béketárgyalásokra eljuthassanak, így a UPI nem tehetett a dologról. Az AP, a legfőbb rivális hírügynökség egyenesen hadbíróságra vitte volna az ügyet, és voltak, akik New York 80 ezer dolláros takarítási számláját is kifizettették volna velük. Harry S. Truman (akkor kapitányként) azt mondta erről: „Az ilyen hamis újsághírek szörnyű dolgok, és az értük felelős emberek csak egy fokkal jobbak, mint a legrosszabb bűnözők”. Természetesen November 11-én is megünnepelték az eseményt, de az már visszafogottabb volt, kevésbé felszabadult és örömteli.

## A szerződés előkészítésében és aláírásában szerepet játszó személyek

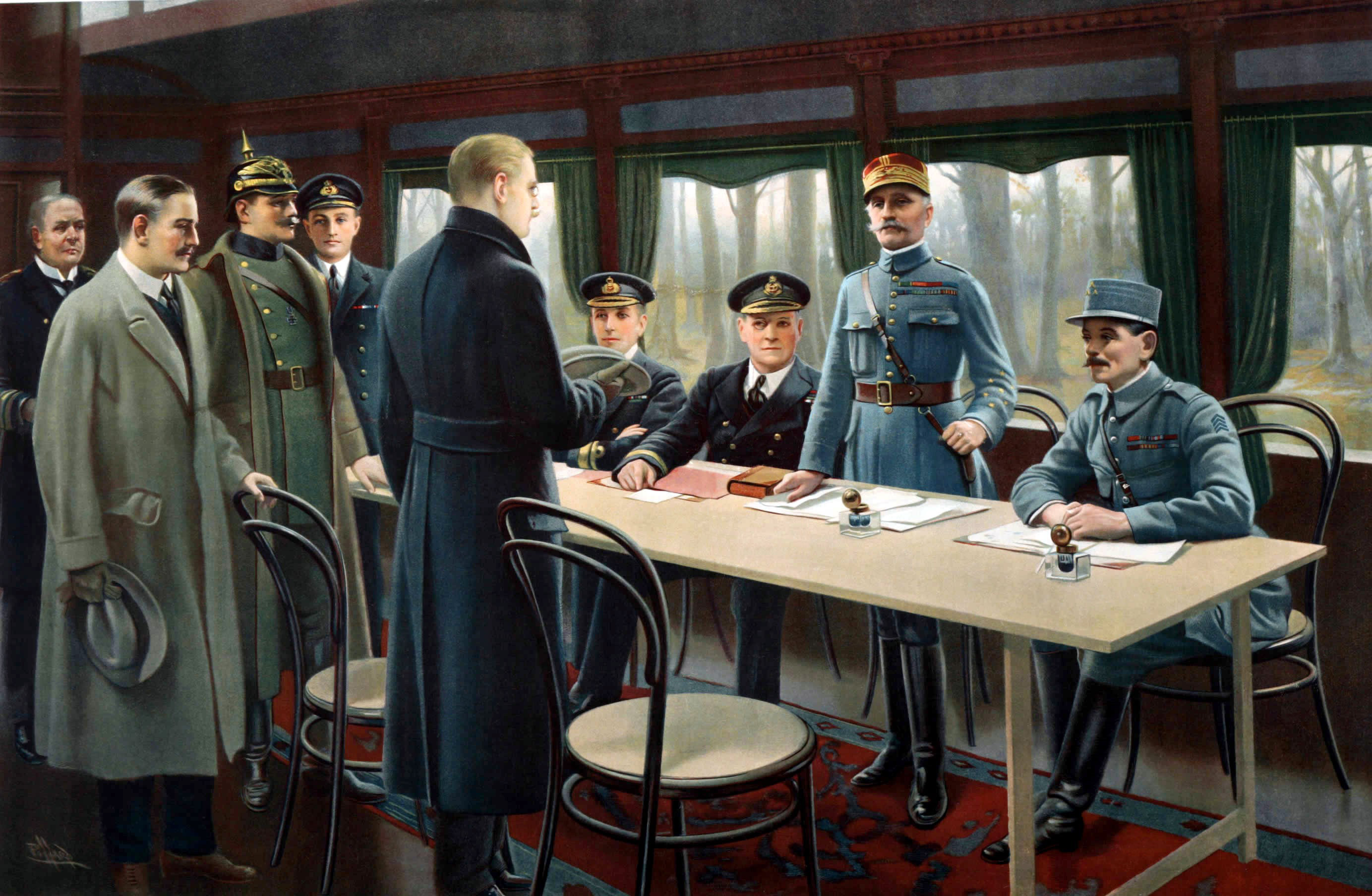
Francia képeslap a fegyverszünet aláírásáról

A szövetségesek részéről csak katonák vettek részt a tárgyalásokban és írták alá a dokumentumot:
- Ferdinand Foch, Franciaország marsallja, a szövetségesek legfőbb parancsnoka
- Rosslyn Wemyss brit admirális, a brit haditengerészet főparancsnoka, Nagy-Britannia képviseletében
- Maxime Weygand tábornok, Foch marsall vezérkari főnöke

Németország részéről polgári és katonai személyek voltak jelen:
- Matthias Erzberger politikus;
- Alfred von Oberndorff báró, a külügyminisztérium képviseletében;
- Detlev von Winterfeldt vezérőrnagy a szárazföldi hadsereg képviseletében;
- Ernst Vanselow sorhajókapitány, a német haditengerészet képviseletében.

## A fegyverszüneti egyezmény főbb pontjai

Az antant által szabott terület-átengedési feltételek

A fegyverszüneti egyezmény feltételeit a szövetségesek diktálták és lényegében a német csapatok visszavonását követelte Franciaország és Belgium területéről. Ezen felül a németeknek ki kellett vonulniuk Elzász és Lotaringia területéről is, valamint keleten fel kellett adniuk a háború során elfoglalt területeket. A német csapatokat a Rajna folyó keleti partjától számított 30 km széles fegyverszüneti zóna mögé kellett visszavonni.
A német hadseregnek azonnali hatállyal fel kellett adnia minden fegyverzetét és felszerelését, illetve a német haditengerészet összes hadihajóját a szövetségesek felügyelete alá helyezték szövetséges vagy semleges kikötőkben.
A németeket ezen felül felszólították a breszt-litovszki béke és a bukaresti szerződés felmondására, amelyeket korábban a központi hatalmak kötöttek a legyőzött Oroszországgal és Romániával.

## A béke véglegesítése
Németország és a szövetségesek hivatalosan még hosszú hónapokig hadban álltak egymással, mivel a végleges békeszerződést csak 1919-ben, a párizsi békekonferencia keretében június 28-án Versailles-ban írták alá.

## Fordítás
- Ez a szócikk részben vagy egészben  az   Armistice with Germany (Compiègne) című angol Wikipédia-szócikk fordításán alapul.  Az eredeti cikk szerkesztőit annak laptörténete sorolja fel. Ez a jelzés csupán a megfogalmazás eredetét és a szerzői jogokat jelzi, nem szolgál a cikkben szereplő információk forrásmegjelöléseként.